# Marimonas
Marimonas arenosa — рід грам-негативних протеобактерій родини Rhodobacteraceae. Містить два види. Обидва мулу виділені з морського піску в Південній Кореї.

## Види
- Marimonas arenosa Thongphrom et al. 2017
- Marimonas lutisalis Lee et al. 2020